# Nhiệt độ thế vị
Trong khí tượng học, nhiệt độ thế vị {\displaystyle \theta } trong không khí tại áp suất  {\displaystyle P}là nhiệt độ mà khối không khí thu được nếu nó nở ra hay bị nén lại một cách đoạn nhiệt từ áp suất và nhiệt độ ban đầu về áp suất {\displaystyle P_{0}} (thường lấy là 1000mb).
Nhiệt độ thế vị được xác định bằng công thức:    {\displaystyle \theta =T({\frac {p_{0}}{p}})^{R/c_{p}}}
Trong đó, {\displaystyle T}là nhiệt độ hiện tại của khối khí (độ Kelvin), {\displaystyle R} là hằng số khí và {\displaystyle c_{p}}là nhiệt dung của khối khí tại áp suất đó. Trong không khí, {\displaystyle R/c_{p}\approx 0,286}
Đối với không khí ẩm, khái niệm nhiệt độ thế vị tương đương được dùng thay thế. Nó được định nghĩa là nhiệt độ mà không khí sẽ thu được, nếu toàn bộ hơi nước ngưng kết lại và khối không khí sau đó (khô) được đưa đoạn nhiệt về áp suất thường (1000mb).